# Piangi Roma
Piangi Roma è un brano musicale dei Baustelle, cantato con la partecipazione dell'attrice Valeria Golino pubblicato nel 2009.

## Descrizione

### Il brano
Piangi Roma, che è stata descritta come un omaggio dei Baustelle a Roma ed al cinema è stata inclusa nella colonna sonora Giulia non esce la sera dell'omonimo film Giulia non esce la sera di Giuseppe Piccioni, di cui è protagonista la stessa Valeria Golino. Il brano è stato reso disponibile per l'airplay radiofonico il 24 marzo 2009, mentre per il download digitale il 3 aprile 2009.

### Il video
Il video musicale prodotto per Piangi Roma è stato diretto da Fabio Paleari ed è stato presentato in anteprima il 24 febbraio 2009, in occasione della conferenza stampa per la presentazione del film Giulia non esce la sera. Il video è girato in bianco e nero e ruota quasi esclusivamente sui primi piani di Francesco Bianconi e Valeria Golino.

## Premi
Il brano è stato premiato con il premio cinematografico Nastro d'argento alla migliore canzone originale, nell'ambito dei Nastri d'argento 2009. Ha avuto la meglio sugli altri finalisti: Biagio Antonacci con Il cielo ha una porta sola (per il film Ex), Don't Leave Me Cold dei Megahertz, cantata da Laura Chiatti e Claudio Santamaria (per Il caso dell'infedele Klara), Per fare a meno di te di Giorgia e Fabrizio Campanelli (per Solo un padre) e Senza farsi male di Fabio Abate e Carmen Consoli (per L'uomo che ama).

## Tracce
Download digitale
1. Piangi Roma - 4:16